# José Lebrún Moratinos
José Alí Lebrún Moratinos (Puerto Cabello, 19. ožujka 1919. – Caracas, 21. veljače 2001.), je bio venezuelanski rimokatolički kardinal i nadbiskup Caracasa.

## Životopis
José Lebrún Moratinos je rođen u Puerto Cabellu, Venezuela, kao najstariji od petero djece. Ulazi u Međubiskupijsko sjemenište u Caracasu, gdje je učio od 1934. do 1937. Studiranje je nastavio na Papinskom sveučilištu Gregoriana. Godine 1941. dobio je licencijata iz filozofije. Tada je počeo studirati teologiju, ali je morao napustiti Italiju zbog Drugog svjetskog rata. Zaređen je za svećenika 19. prosinca 1943. godine. Za svoje geslo je uzeo Držeći se istine u ljubavi  (lat. Veritatem facientes in caritate). Služio je od 1943. do 1956. godine u Valenciji (u Venezueli), kao član fakulteta, duhovnik i rektor svog sjemeništa, kao i kapelan. Pastoralno je djelovao više župa i bio je kapelan lokalnog zatvora.
Papa Pio XII. ga je, 2. kolovoza 1956., imenovao naslovnim biskupom Arada i pomoćnim biskupom biskupije Maracaibo. Posvetio ga je točno mjesec dana kasnije nuncij u Venezueli. Bio je imenovan apostolskim upraviteljem biskupije Maracaibo 23. listopada 1957. godine. Premješten je u biskupiju Maracay 21. lipnja 1958. Od 19. ožujka 1962. biskup je biskupije Valencia en Venezuela.
Kao biskup je sudjelovao na Drugom vatikanskom saboru. Papa Pavao VI. imenovao ga je naslovnim nadbiskupom Voncaria i nadbiskupom koadjutorom (s pravom nasljedstva) Caracasa 16. rujna 1972. Kasnije je izabran za potpredsjednika Venezuelanske biskupske konferencije (1984. – 1990.). 24. svibnja 1980. postaje nadbiskupom Caracasa.
Kardinal je postao na konzistoriju 2. veljače 1983. i dodijeljena mu je naslovna crkva S. Pancrazio. Od 1984. do 1990. bio je predsjednik Biskupske konferencije Venezuele. Umirovio se s mjesta nadbiskupa 27. svibnja 1995. Nakon što je 1999. godine navršio 80 godina života, izgubio je pravo sudjelovanja na konklavama. Podrijetlom Španjolac, služio se još talijanskim, francuskim i latinskim. Umro je od srčanog udara, u Caracasu, 21. veljače 2001. godine. Pokopan je u kapeli Naše Gospe od Pilara, u karakaškoj katedrali. 